# Премія НАН України імені М. Г. Крейна
Премія НАН України імені Марка Григоровича Крейна — премія, встановлена НАН України за видатні наукові роботи в галузі функціонального аналізу і теорії функцій.
Премію засновано 2007 року постановою Президії НАН України від 11.07.2007 № 206 та названо  на честь видатного українського математика, члена-кореспондента АН УРСР Марка Григоровича Крейна.
Премію імені М. Г. Крейна присуджує Відділення математики НАН України щотри роки.
Перша премія імені М. Г. Крейна була присуджена за підсумками конкурсу 2007 р. 6 лютого 2008 року.

## Лауреати премії
| Рік  | Премійовані роботи                                                                                | Лауреати                       | Коротко про лауреата |
| ---- | ------------------------------------------------------------------------------------------------- | ------------------------------ | --- |
| 2007 | За цикл робіт «Проблеми спектральної теорії операторів та її застосувань»                         | Горбачук Мирослав Львович      | член-кореспондент НАН України, завідувач відділу Інституту математики НАН України                                                      |
| 2007 | За цикл робіт «Проблеми спектральної теорії операторів та її застосувань»                         | Адамян Вадим Мовсесович        | завідувач кафедри теоретичної фізики Одеського національного університету ім. І. І. Мечнікова МОН України                              |
| 2007 | За цикл робіт «Проблеми спектральної теорії операторів та її застосувань»                         | Гохберг Ізраїль Цудикович      | член-кореспондент Академії наук Молдови, професор Тель-Авівського університету (Ізраїль)                                               |
| 2010 | За цикл робіт «Проблема моментів і близькі питання, пов'язані зі спектральною теорією операторів» | Березанський Юрій Макарович    | академік НАН України, головний науковий співробітник Інституту математики НАН України                                                  |
| 2010 | За цикл робіт «Проблема моментів і близькі питання, пов'язані зі спектральною теорією операторів» | Гайнц Лангер                   | професор Віденського технічного університету, член-кореспондент Австрійської академії наук                                             |
| 2010 | За цикл робіт «Проблема моментів і близькі питання, пов'язані зі спектральною теорією операторів» | Нудельман Адольф Абрамович     | кандидат фізико-математичних наук, доцент Одеської національної академії харчових технологій                                           |
| 2013 | За цикл праць «Екстремальні проблеми теорії наближення гладких функцій»                           | Буслаєв Віктор Іванович        | доктор фізико-математичних наук, провідний науковий співробітник Математичного інституту імені В. А. Стеклова Російської АН            |
| 2013 | За цикл праць «Екстремальні проблеми теорії наближення гладких функцій»                           | Романюк Анатолій Сергійович    | доктор фізико-математичних наук, завідувач відділу Інституту математики НАН України                                                    |
| 2013 | За цикл праць «Екстремальні проблеми теорії наближення гладких функцій»                           | Тіман Майор Пилипович          | доктор фізико-математичних наук, професор Дніпропетровського державного аграрного університету                                         |
| 2016 | За цикл наукових праць «Нові аналітичні методи для диференціальних рівнянь та теорії функцій»     | Аров Дамір Зямович             | професор, доктор фізико-математичних наук, професор Південноукраїнського національного педагогічного університету ім. К. Д. Ушинського |
| 2016 | За цикл наукових праць «Нові аналітичні методи для диференціальних рівнянь та теорії функцій»     | Гутлянський Володимир Якович   | професор, доктор фізико-математичних наук, радник при дирекції Інституту прикладної математики і механіки НАН України                  |
| 2016 | За цикл наукових праць «Нові аналітичні методи для диференціальних рівнянь та теорії функцій»     | Михайлець Володимир Андрійович | професор, доктор фізико-математичних наук, провідний науковий співробітник Інституту математики НАН України                            |
| 2019 | за цикл праць «Нормально розв'язні крайові задачі»                                                | Бойчук Олександр Андрійович    | член-кореспондент НАН України, завідувач лабораторії Інституту математики НАН України                                                  |
| 2019 | за цикл праць «Нормально розв'язні крайові задачі»                                                | Журавльов Валерій Пилипович    | доктор фізико-математичних наук, завідувач кафедри Житомирського національного агроекологічного університету                           |
| 2019 | за цикл праць «Нормально розв'язні крайові задачі»                                                | Самойленко Анатолій Михайлович | академік НАН України, директор Інституту математики НАН України                                                                        |